# Rowe (Familienname)
Rowe ist ein englischer Familienname.

## Herkunft und Bedeutung
Rowe ist ein Patronym und bedeutet Sohn des Rowland (=Roland).

## Namensträger
- Amelia Rowe (* 2006), australische Sprinterin
- Arthur Rowe (Fußballspieler) (1906–1993), englischer Fußballspieler und -trainer
- Arthur Rowe (Drehbuchautor) (1923–1998), britischer Drehbuchautor und Filmproduzent
- Arthur Rowe (Leichtathlet) (1936–2003), britischer Leichtathlet
- Ashley Rowe (* 1959), britischer Kameramann
- Bill Rowe (1931–1992), britischer Tontechniker
- Brad Rowe (Tennisspieler) (* 1955), US-amerikanischer Tennisspieler
- Brad Rowe (* 1970), US-amerikanischer Schauspieler

- Brian Rowe (* 1988), US-amerikanischer Fußballtorhüter
- Camille Rowe (* 1990), französisch-amerikanisches Model und Schauspielerin
- Charlie Rowe (* 1996), englischer Schauspieler
- Christopher Rowe (* 1961), deutsch-britischer Kameramann
- Christopher J. Rowe (* 1944), britischer Gräzist und Philosophiehistoriker
- Colin Rowe (Politiker) (1911–1970), australischer Politiker (South Australia)
- Colin Rowe (1920–1999), britischer Architekt und Autor
- Danielle Rowe (* 1990), britische Radrennfahrerin
- D’Andre Rowe (* 2001), Fußballspieler der Cayman Islands
- Dave Rowe (* 1944), britischer Radrennfahrer
- David Rowe-Beddoe, Baron Rowe-Beddoe (1937–2023), britischer Politiker
- David E. Rowe (* 1950), US-amerikanischer Wissenschaftshistoriker
- David J. Rowe (1936–2020), britisch-kanadischer Physiker
- Deborah Jeanne Rowe (* 1958), US-amerikanische Dermatologieassistentin
- Diane Rowe, Geburtsname von Diane Schöler (1933–2023), britisch-deutsche Tischtennisspielerin
- Dick Rowe, Talentsucher von Decca Records, lehnte die Beatles ab und nahm die Rolling Stones unter Vertrag
- Djamila Rowe (* 1967), deutsches Model
- Earl Rowe (1920–2002), US-amerikanischer Schauspieler
- Edmund Rowe (1892–1972), US-amerikanischer Politiker
- Elizabeth Rowe (1674–1736), englische Schriftstellerin
- Emile Smith Rowe (* 2000), englischer Fußballspieler
- Frederick W. Rowe (1863–1946), US-amerikanischer Jurist und Politiker
- G. Steven Rowe (* 1953), US-amerikanischer Jurist und Politiker
- George Rowe (Sportschütze) (1869–1952), kanadischer Sportschütze
- George Rowe (Cricketspieler) (1874–1950), südafrikanischer Cricketspieler
- George Rowe (Schauspieler) (1894–1975), US-amerikanischer Schauspieler
- George Rowe (Fußballspieler) (* 1968), schottischer Fußballspieler
- Georgina Rowe (* 1992), australische Ruderin
- Gerard Clyde Rowe (* 1949), australischer Rechtswissenschaftler
- Gilbert Thomas Rowe (* 1942), US-amerikanischer Ökologe und Ozeanograf
- Hannah Rowe (* 1996), neuseeländische Cricketspielerin
- Jacen Russell-Rowe (* 2002), kanadischer Fußballspieler
- James Rowe (Regisseur), US-amerikanischer Regisseur und Drehbuchautor
- James Rowe (Fußballspieler, 1983) (* 1983), englischer Fußballspieler und -trainer
- James Rowe (Fußballspieler, 1991) (* 1991), englischer Fußballspieler
- Jeff Rowe (Filmemacher) (* 1986), US-amerikanischer Filmemacher
- Jeff Rowe (Manager) (* 1973), US-amerikanischer Manager
- Jelena Rowe (* 1999), US-amerikanische Hochspringerin
- John Rowe (Politiker, 1715) (1715–1787), amerikanischer Geschäftsmann und Politiker
- John Rowe (Politiker, 1816) (1816–1886), australischer Politiker
- John Rowe (Rennfahrer), südafrikanischer Automobilrennfahrer
- John Howland Rowe (1918–2004), US-amerikanischer Anthropologe und Archäologe
- John Wallis Rowe (* 1944), US-amerikanischer Mediziner und Wissenschaftsmanager
- John William Rowe (* 1945), US-amerikanischer Industriemanager
- Jonathan Rowe (Fußballspieler, 1907) (1907–1953), englischer Fußballspieler
- Jonathan Rowe (Journalist) (1946–2011), US-amerikanischer Journalist
- Jonathan Rowe (Fußballspieler, 2003) (* 2003), englisch-jamaikanischer Fußballspieler
- Josephine Rowe (* 1984), australische Schriftstellerin
- Kathleen Rowe Karlyn (* 1947), US-amerikanische Anglistin und Filmwissenschaftlerin
- Keith Rowe (* 1940), britischer Gitarrist und bildender Künstler
- Kenneth H. Rowe, späterer Name des nordkoreanischen Kampfpiloten und Deserteurs No Kum-sok (1932–2022)
- Kim Rowe (* 1952), jamaikanischer Leichtathlet
- Leanne Rowe (* 1982), britische Schauspielerin
- Leo Stanton Rowe (1871–1946), US-amerikanischer Politikwissenschaftler
- Louis Rowe (* 1972), US-amerikanischer Basketballtrainer und -spieler
- Luke Rowe (* 1990), walisischer Radrennfahrer
- Mark Rowe (* 1960), US-amerikanischer Sprinter
- Matthew Rowe (* 1988), walisischer Radrennfahrer
- Michael Rowe (Drehbuchautor) (* 1960), US-amerikanischer Drehbuchautor
- Michael Rowe (Journalist) (* 1962), kanadischer Autor und Journalist
- Michael Rowe (Regisseur) (* 1971), australischer Filmregisseur
- Mike Rowe (* 1962), US-amerikanischer Fernsehmoderator
- Nicholas Rowe (Dichter) (1673–1718), englischer Dichter
- Nicholas Rowe (Schauspieler) (* 1966), englischer Schauspieler
- Paul Rowe (1914–1993), US-amerikanischer Eishockeyspieler
- Peter Rowe (Politiker) (1807–1876), US-amerikanischer Jurist und Politiker
- Peter Rowe (Ingenieurwissenschaftler) (1922–1997), britischer Ingenieurwissenschaftler
- Peter Rowe (Regisseur) (* 1947), kanadischer Filmregisseur, Drehbuchautor und Produzent
- R. Kerry Rowe, australisch-kanadischer Bauingenieur
- Raphael Rowe (* 1968), britischer Journalist und Moderator
- Rosalind Rowe (1933–2015), englische Tischtennisspielerin
- Samuel Rowe (1835–1888), britischer Chirurg und Kolonialverwalter
- Sean Rowe (* 1975), US-amerikanischer Bischof der Episkopalkirche der Vereinigten Staaten
- Shawn Rowe (* 1992), jamaikanischer Leichtathlet
- Thomas Rowe (Geistlicher) (1657–1705), englischer Geistlicher
- Thomas Rowe (Architekt) (1829–1899), australischer Architekt
- Timothy Rowe (* 1953), US-amerikanischer Paläontologe
- Tom Rowe (Drehbuchautor, I) (Thomas Rowe; † 1983), US-amerikanischer Schriftsteller und Drehbuchautor
- Tom Rowe (Drehbuchautor, 1921) (1921–2004), US-amerikanischer Drehbuchautor
- Tom Rowe (Eishockeyspieler) (Thomas John Rowe; * 1956), US-amerikanischer Eishockeyspieler, -trainer und -funktionär
- Tom Rowe (Produzent), Filmproduzent
- Tracy-Ann Rowe (* 1985), jamaikanische Sprinterin
- Wallace P. Rowe (1926–1983), US-amerikanischer Virologe
- Walter Rowe (um 1584–1671), englischer Gambist und Komponist
- William Rowe (1913–1938), US-amerikanischer Hammerwerfer
- William L. Rowe (1931–2015), US-amerikanischer Philosoph